# 85º Centro C/SAR
L'85º Centro SAR è un reparto dell'Aeronautica Militare destinato a compiti di ricerca e soccorso (SAR) ed impiega elicotteri AgustaWestland HH-139A. È parte integrante del 15º Stormo ed ha sede nell'aeroporto di Pratica di Mare.

## Storia
Costituito come 85º Gruppo di Ricognizione Marittima il 1º febbraio 1933 all'idroscalo di Marsala Stagnone, formato da due squadriglie: la 144ª e la 197ª con idrovolanti CANT Z.501.
La sua 146ª Squadriglia da ricognizione marittima lontana riceve 6 Caproni Ca.111 idrovolante il 1º gennaio 1935 ed altrettanti arrivano alla 183ª Squadriglia il 21 marzo 1935 all'Aeroporto di Cagliari-Elmas.
Al 10 giugno 1940 l'85º Gruppo Ricognizione Marittima era con la 143ª con 4 CZ 501, 183ª con 5 CZ 501 e 188ª Squadriglia con 5 CZ 501 dell'aeroporto di Cagliari-Elmas che operava per il Comando Militare Marittimo "Sardegna" per l'Aviazione ausiliaria per la Marina.
Al 15 marzo 1941 il Gruppo dispone di 6 CANT Z.506 ad Elmas e nel luglio 1942 di 9 CZ 506 a Stagnone.
A metà aprile 1943 la 188ª Squadriglia è ad Arbatax con 6 CZ 506, il Gruppo a Stagnone con 9 CZ 506, la 143^ a Venezia con un CZ 506 e la 183^ a Divulje di Traù con un CZ 506.
Nel luglio 1943 con lo sbarco alleato in Sicilia gli idrovolanti furono trasferiti all'idroscalo di Orbetello, fino allo scioglimento dopo l'8 settembre quando il LXXXV Gruppo Ricognizione Marittima era all'Arsenale militare marittimo di Taranto con la 142ª Squadriglia con 4 CZ 501, la 196ª Squadriglia con 3 CZ 506 e la 288ª Squadriglia 4 Fiat R.S.14.
Al 15 maggio 1944 era con la 183ª Squadriglia sui CZ 501.
Fu ricostituito il 1º ottobre del 1965 come 85º Gruppo Elicotteri (AB-47J, AB-47J.3 ed AB-204B) all'Aeroporto di Milano-Linate, alle dipendenze del 15º Stormo SAR. Fu poi trasferito all'Aeroporto di Ciampino. Il 6 ottobre 1997, con la costituzione della 9ª Brigata Aerea, l’85º Gruppo è stato trasferito da Ciampino a Pratica di Mare.
Già indicato come 85º Gruppo, a seguito del trasferimento del Comando del 15º Stormo presso l'aeroporto di Cervia-Pisignano, avvenuto il 5 ottobre 2010, l'85º Gruppo è stato riorganizzato in 85º Centro C/SAR, sempre con base presso Pratica di Mare, formato da due squadriglie: la 142ª e la 288ª.